# Clemens Bratzler
Clemens Bratzler (* 2. Juli 1972 in Wiesbaden) ist ein deutscher Medienmanager, Journalist, Fernsehmoderator und Programmdirektor Information beim Südwestrundfunk in Stuttgart.

## Leben
Bratzler wuchs mit zwei jüngeren Schwestern in Frankfurt am Main auf. 1991 legte er am humanistischen Heinrich-von-Gagern-Gymnasium sein Abitur ab und absolvierte danach seinen Zivildienst an der Integrativen Schule Frankfurt. Anschließend studierte er als Stipendiat der Studienstiftung des deutschen Volkes in Mainz und Münster Mathematik und Physik mit dem ursprünglichen Ziel, Lehrer zu werden. Während dieser Zeit begann er mit Hörfunkreportagen bei Radio Q, das sich speziell an Münsteraner Studierende richtet. Es folgten Beiträge und Live-Reportagen für das WDR Fernsehen. Nach seinem Diplom in Mathematik und dem Ersten Staatsexamen für das Lehramt an Gymnasien absolvierte er 1999/2000 ein multimediales Volontariat beim SWR in Stuttgart und wurde dort Fernsehredakteur und Live-Reporter.
Seine Moderationslaufbahn im SWR Fernsehen begann mit den Wahlsendungen für den Südwesten, in denen er u. a. die Ergebnisse und Analysen präsentierte. Von 2002 bis 2008 moderierte Clemens Bratzler die Hauptnachrichtensendung Baden-Württemberg Aktuell. In der Quizshow Ich trage einen großen Namen war er von 2004 bis 2018 sowohl im Rateteam als auch als Lotse auf dem Bildschirm. Im Politikmagazin Zur Sache Baden-Württemberg! war Bratzler von Mai 2008 bis November 2019 wöchentlich im SWR Fernsehen präsent. Das von ihm auch redaktionell mitgestaltete Format wurde 2012 mit dem Bremer Fernsehpreis als beste Regionalsendung ausgezeichnet.
Clemens Bratzler übernahm im Oktober 2009 die Leitung der Fernsehabteilung Wirtschaft des Südwestrundfunks, die später unter Einbeziehung der entsprechenden Hörfunk-Redaktionen zur multimedialen Abteilung Wirtschaft und Umwelt erweitert wurde. In dieser Position war er u. a. für das SWR-Verbrauchermagazin Marktcheck und andere Wirtschaftsformate des Senders verantwortlich, wurde einer der Moderatoren des ARD-Wirtschaftsmagazins Plusminus und Kommentator in den ARD-Tagesthemen. Außerdem präsentierte er Sondersendungen wie den ARD-Brennpunkt. Von August 2014 bis Juni 2017 war er zudem stellvertretender Fernseh-Chefredakteur des SWR.
2017 wurde Bratzler Leiter der neu geschaffenen Hauptabteilung Multimediale Aktualität, in der seitdem alle Nachrichtenangebote des Senders für Baden-Württemberg unabhängig vom Ausspielweg verantwortet werden. Zudem wurde er stellvertretender Direktor des SWR-Landessenders Baden-Württemberg.
2019 wurde Bratzler neuer Programmdirektor Information beim SWR in Baden-Baden und gab deshalb die von ihm moderierten Sendungen im Ersten und im SWR Fernsehen auf. Beim SWR ist er seitdem für die Bereiche Information, Sport, Fiktion, Dokumentation, Unterhaltung und Service verantwortlich. Er kündigte eine gezielte Umsteuerung der Etats und Produktionskapazitäten vom linearen Fernsehprogramm hin zur ARD Mediathek und zu Online-Angeboten sowie die Entwicklung zahlreicher neuer Digitalformate an. Gemeinsam mit der SWR-Programmdirektorin Kultur, Anke Mai, übernahm er die Leitung der neu geschaffenen ARD-Koordination Junge Angebote, die senderübergreifend Formate für die Generation der 25- bis 39-Jährigen entwickeln soll. Um die dokumentarischen Formate des SWR zu stärken, strukturierte Bratzler die Hauptabteilungen seiner Direktion um. Die vormals getrennten Bereiche Unterhaltung und Service wurden zusammengelegt, um eine eigenständige Hauptabteilung Doku zu schaffen. Dies begründete Bratzler damit, dass attraktive Dokumentationen zum Kernauftrag des öffentlich-rechtlichen Rundfunks gehörten und auch beim Streaming-Publikum beliebt seien. Leiter der neuen Hauptabteilung wurde der vielfach ausgezeichnete Dokumentarfilmer Eric Friedler.
Bratzler wohnt mit seinem Lebensgefährten in Esslingen am Neckar.